# Чау Сен Коксал Чхум
Чау Сен Коксал Чхум (кхмер. ចៅ សែនកុសលឈុំ; 9 сентября 1905, Куангчи, Вьетнам, Французский Индокитай — 22 января 2009, Пномпень, Камбоджа) — камбоджийский политический деятель, патриарх камбоджийской политики, бывший премьер-министр Камбоджи (1962).

## Биография
Чау Сен Коксал родился 9 сентября 1905 года в провинции Куангчи в семье этнических кхмеров.
В возрасте 21 года он стал первым камбоджийцем окончившим лицей Chasseloup Laubat в Сайгоне, получив степень бакалавра по специальностям «французский язык» и «философия».
По окончании обучения Чхум поступил на госслужбу при французских колониальных властях в Пномпене.
В 1928—1938 годах был заместителем управляющего районов, а затем провинций Такео и Кампот. В 1938—1940 годах — губернатор провинции Свайриенг. В 1940—1944 годах — губернатор провинции Кампонгчнанг.
Во время Второй Мировой войны отказался сотрудничать с японскими оккупантами и присоединился к сопротивлению, уйдя в джунгли.
Осенью 1945 года Чхум был назначен французскими колониальными властями мэром столицы Пномпеня. В 1946—1948 годах занимал пост губернатора провинции Кампонгтям, в 1948—1951 годах — губернатора провинции Кандаль.
В 1951 году пробовался на дипломатическом поприще: стал первым камбоджийским послом в зарубежной стране, получив назначение посла в Таиланде.
Однако уже в 1952 году Чхум возвратился на родину и ушёл в джунгли бороться против французских колониальных войск. После обретения независимости страны в ноябре 1953 года он вернулся к гражданской жизни.
В 1955 году Чхум был избран в Национальное Собрание Камбоджи и в течение 10 с лишним лет (с 1955 по 1968 год) занимал пост председателя Национального Собрания Камбоджи, всячески способствуя укреплению авторитарной власти короля Камбоджи Сианука.
В августе-октябре 1962 года (в период смены депутатского корпуса) занимал пост премьер-министр Камбоджи.
В 1969 году в возрасте 64 лет решил уйти из публичной политики.
После падения пномпеньского режима в результате совместных военных действий «красных кхмеров» и вьетнамской армии Чхум был арестован вьетнамскими войсками как агент ЦРУ и 17 месяцев провёл в заключении, а затем ещё два года — под домашним арестом. Под давлением Франции ему с женой разрешили эмигрировать в Париж.
Возвращение в политику
В 1991 году после подписания Парижских мирных соглашений, король Нородом Сианук назначил Чау Сен Коксэл Чхума президентом Верховного национального совета Камбоджи (SNC).
В 1992 году Чхум был назначен Верховным тайным советником короля. В 1998—2007 годах был главой Конституционного Совета Камбоджи.
С 2007 году 102-летний Чхум ушёл в отставку.
Скончался в столице Камбоджи Пномпене 22 января 2009 года. На прощаниях с ним были все крупнейшие политики страны, в том числе и бывший король Нородом Сианук.